# Bactrocera pedestris
Bactrocera pedestris är en tvåvingeart som först beskrevs av Mario Bezzi 1914.  Bactrocera pedestris ingår i släktet Bactrocera och familjen borrflugor. Inga underarter finns listade.